# Mộc cầm
Mộc cầm, chữ Hán: 木琴 , tiếng Anh: Xylophone là một loại nhạc cụ bao gồm các thanh gỗ (hoặc loại hiện đại được thay thế bằng các ống kim loại) xếp lại với nhau đặt trên một ống bầu rỗng, các ống bầu này sẽ phát ra âm dội. Người ta sẽ sử dụng dùi đánh lên các thanh gỗ (hoặc kim loại) để tạo ra âm thanh, vào thời cổ đại, dùi được làm từ thân cây liễu. Mộc cầm xuất hiện vào khoảng 2000 năm trước Công nguyên ở khu vực Đông Nam Á, chiếc cổ nhất được phát hiện đang được trưng bày tại Thư viện nhạc giao hưởng ở Viên, Áo, một mẫu đàn phím gỗ với kiểu dáng tương tự cũng được tìm thấy tại Trung Quốc.

## Từ nguyên

### Tên tiếng Anh
Từ Tiếng Anh xylophone được mượn từ hai từ tiếng Hy Lạp ξύλον — xylon, "gỗ, mộc" + φωνή —phonē, "âm, giọng", có nghĩa là "âm thanh của gỗ".
Tên tiếng Hy Lạp của xylophone là được mượn lại từ tiếng Anh, ξυλόφωνο, đọc là xylófono